# Бустах
Бустах (рус. Бустах) је језеро у Русији. Налази се на територији Републике Саха. Површина језера износи 249 km².